# Mosquée d'Iliaz Kuka
La mosquée d'Ilijaz Kuka (en albanais : Xhamia e Ilijaz Kukës) est une mosquée ottomane située dans la ville de Prizren, au Kosovo. Elle a été construite au XVIe siècle. Elle est proposée pour une inscription sur la liste des monuments culturels du Kosovo.

## Présentation
La mosquée d'Ilijaz Kuka est l'un des plus anciens lieux de culte islamique de Prizren. Elle a été construite en 1543 par Kukli Bey, le petit fils d'Ilijaz Kuka, et a été rénovée plusieurs fois par la suite ; la mosquée a donné son nom au quartier qui l'entoure. L'inscription originale établissant la date de la fondation n'est pas conservée ; en revanche, une inscription en turc ancien, située au-dessus de l'entrée principale, mentionne l'année 1317 de l'Hégire, soit l'année 1897 ; elle se réfère à des travaux de restaurations effectués par Ahmed Bey, qui fait partie de la famille de Kukli Bey.